# أولدزموبيل
أولدزموبيل، المعروفة رسميًا باسم قسم أولدزموبيل في جنرال موتورز (بالإنجليزية: Oldsmobile)، كانت علامة تجارية أمريكية شهيرة للسيارات، وظلت تُنتج معظم فترة وجودها تحت مظلة شركة جنرال موتورز. تأسست في الأصل عام 1897 باسم "شركة أولدز للمركبات ذات المحركات" على يد رانسوم إي. أولدز، وخلال تاريخها الطويل، صنعت أكثر من 35 مليون سيارة، منها ما لا يقل عن 14 مليون سيارة تم إنتاجها في مصنعها بمدينة لانسينغ، ميشيغان.
احتلت أولدزموبيل كقسم ضمن جنرال موتورز موقعًا متوسطًا بين العلامات التجارية الخمس للركاب، حيث جاءت فوق شيفروليه وبونتياك، ولكن أقل من بويك وكاديلاك. كما اشتهرت بابتكاراتها في التكنولوجيا والتصميم، حيث قدمت العديد من المزايا الرائدة في عالم السيارات.
بلغت ذروة مبيعاتها بين عامي 1983 و1986، حيث تجاوزت حاجز المليون سيارة سنويًا. ومع ذلك، بدأت تواجه منافسة شديدة من العلامات التجارية الفاخرة المستوردة خلال التسعينيات، مما أدى إلى تراجع المبيعات تدريجيًا. وفي عام 2004، تم إغلاق أولدزموبيل نهائيًا، مما جعلها أقدم علامة تجارية أمريكية للسيارات عند توقفها، وواحدة من أقدم العلامات التجارية في العالم، إلى جانب بيجو، رينو، فيات، وأوبل.